# Gérce
Gérce is een plaats (község) en gemeente in het Hongaarse comitaat Vas. Gérce telt 1195 inwoners (2001).